# 黃大仙公共圖書館
黃大仙公共圖書館（英語：Wong Tai Sin Public Library）是香港一間已關閉的小型圖書館，為黃大仙區首間公共圖書館。館址位於九龍黃大仙下邨第30座51-55號地下，於1984年2月27日啟用，由香港市政局負責管理。隨著黃大仙下邨重建，圖書館於1989年1月28日起停用，由龍興公共圖書館取代。

## 歷史

### 設館過程
1973年，香港市政局制定設立新圖書館標準，每200,000人便興建一間面積約12,000-15,000平方呎的圖書館，並計畫在港九各區設有一間公共圖書館。當時局方預計黃大仙區人口將持續增長，加上觀塘區的坪石公共圖書館未能滿足兩區人口所需，故此局方建議在黃大仙區增設一間公共圖書館。
局方曾經考慮兩處擬建的綜合大樓作為館址，分別位於大成街和雙鳳街，但在當時兩項工程未能落實而作罷。1975年4月，局方建議租用位於黃大仙飛鳳街的長春大廈作新館選址，但遭到圖書館專責委員會否決。1976年4月，局方提出短期方案，建議在黃大仙區設立一座約4,000平方呎的小型分區圖書館，預計於1977/78年度啟用，可是最終沒有實行。
直至1983年3月，市政局因區內對圖書館要求殷切，加上位於牛池灣及新蒲崗的圖書館未能短期內啟用，所以重新考慮在黃大仙區設立小型圖書館。同年5月，房屋署向局方建議，在黃大仙下邨第30座56-62號及73-77號地下設立圖書館。但老人中心直至10月仍租用上址，結果局方要求房屋署另覓選址。
隨後房屋署提議位於同座51-55號及78-82號地下作為新選址，1983年12月獲市政局同意設館，並交由建築拓展署負責設計。最終於1984年2月27日，黃大仙公共圖書館正式啟用，成為當時區內首間公共圖書館，亦是第八間市政局小型圖書館。開幕典禮由時任圖書館專責委員會主席葉錫恩主持。

### 遷館計劃
1984年9月，房屋署向市政局提出，預留黃大仙下邨重建第四期龍興樓地下，作重置現有圖書館之用。局方考慮到維持黃大仙區圖書館服務，以及區內物色地方作圖書館之困難，故此同意遷館計劃。新圖書館以龍興樓命名，以便居民辨識圖書館所在位置。
過渡期間房屋署以特惠租金（每月1,680港元）出租予市政局至新館啟用為止。最終於1989年1月28日，龍興公共圖書館正式啟用，黃大仙公共圖書館予以取代。

## 設施及服務
圖書館面積只有112平方米，屬於市政局小型圖書館規模。開館時共有18,000本藏書，提供成人及兒童圖書借閱服務。服務對象主要是黃大仙居民，直至1987年6月，平均每日借出約570本圖書。

## 開放時間
圖書館自啟用以來，開放時間為每星期39小時，逢星期一休館。1985年3月，市政局建議更改開放時間，包括統一休館日、更改午休時間、延長平日開放時間及縮短週末開放時間。最終方案獲得通過，並於同年7月1日起生效。
| 日期                                                   | 開放時間（1985年7月1日前） | 開放時間（1985年7月1日至1989年） |
| ------------------------------------------------------ | -------------------------- | -------------------------------- |
| 星期一                                                 | 休息                       | 10:00-13:30 14:30-18:30          |
| 星期二至五（星期四除外）                               | 10:00-12:00 13:00-18:00    | 10:00-13:30 14:30-18:30          |
| 星期四                                                 | 10:00-12:00 13:00-18:00    | 休息                             |
| 星期六                                                 | 10:00-12:00 13:00-18:00    | 10:00-13:30 14:30-17:30          |
| 星期日及公眾假期                                       | 9:00-13:00                 | 10:00-13:00                      |
| 元旦日 農曆年初一至年初三 耶穌受難日 聖誕節 聖誕節翌日 | 休息                       | 休息                             |